# Дирекција за националне референтне лабораторије
Дирекција за националне референтне лабораторије је орган управе у саставу Министарства пољопривреде, шумарства и водопривреде. Основана је у складу са Законом о безбедности хране из 2009. године. Дирекцијом за националне референтне лабораторије руководи директор, а тренутни вршилац дужности директора Дирекције је Александра Божић.

## Надлежности
Дирекција за националне референтне лабораторије је надлежна за следеће послове:
- сарадња са националним лабораторијама других земаља
- старање о успостављању јединствених критеријума и метода и спровођење стандарда за рад овлашћених лабораторија
- организовање по потреби упоредних тестова између званичних националних лабораторија и вршење одговарајућег праћења таквог упоредног тестирања
- размена информација добијених од националних лабораторија других земаља Министарству и овлашћеним лабораторијама
- обезбеђивање стручне и техничке помоћи Министарству за примену координисаних планова контроле
- имплементација, односно развијање методе тестирања у складу с међународним стандардима уз обавезну валидацију
- вршење услуга потврде анализе и суперанализе ако је то релевантно за потребе овлашћених лабораторија
- обезбеђивање и примењивање преко овлашћених лабораторија статистички креиране контроле и праћења резултата
- организовање упоредних тестова за овлашћене лабораторије у циљу јединствене примене метода које примењују
- пружање услуга из области статистике и информационих система овлашћеним лабораторијама
- обучавање особља у овлашћеним лабораторијама
- припрема националних водича за узорковање и руковање узорцима ради спровођења поуздане дијагнозе
- припрема, одржавање и дистрибуција референтног материјала
- учешће у међународним упоредним тестовима
- лабораторијска испитивања у области безбедности хране и хране за животиње
- испитивања квалитета млека и испитивања млека за потребе праћења и унапређења производних способности музних грла
- стручни послови из области здравља биља, семена и садног материјала који се обављају у оквиру Националне референтне лабораторије уређују се прописима којима се уређује здравље биља, семе и садни материјал
- послове банке биљних гена, и то:
  - чување колекције семена и садног материјала
  - регистрацију узорака, њихово чишћење, сушење, паковање, складиштење и одржавање
  - умножавање и регенерацију узорака
  - складиштење дупликата узорака
  - организовање одржавања, односно одржавање колекције садног материјала
  - размену узорака са другим банкама гена у свету
- послове инвестиционог одржавања објеката и пратеће инфраструктуре својих лабораторија
- иницирање, планирање, припрему, програмирање, спровођење и праћење реализације пројеката опремања националне референтне лабораторије
- иницира и координира стручну сарадњу између референтних лабораторија
- друге послове одређене законима